# Coelostoma huangi
Coelostoma huangi – gatunek chrząszcza z rodziny kałużnicowatych i podrodziny Sphaeridiinae. Występuje endemicznie w Chinach i Tajlandii.

## Taksonomia
Gatunek ten opisali po raz pierwszy Jia Fenglong, Paul Aston i Martin Fikáček w 2014 roku. Jako miejsce typowe wskazano Rezerwat Bangliang w Jingxi w chińskim regionie Kuangsi. Epitet gatunkowy nadano na cześć Hunaga Guohua, który przekazał materiał typowy.
W obrębie rodzaju Coelostoma gatunek ten zaliczany jest do podrodzaju Lachnocoelostoma, który w Chinach reprezentują również C. bifidum, C. coomani, C. gentilii, C. hongkongense, C. hajeki, C. horni, C. jaculum, C. jaechi, C. phallicum, C. phototropicum, C. tangliangi, C. transcaspicum, C. turnai, C. vagum oraz C. wui.

## Morfologia
Chrząszcz o owalnym, silnie wysklepionym ciele długości od 5,1 do 5,5 mm i szerokości od 3,1 do 3,2 mm. Ubarwiony jest czarno z żółtawymi do rudobrązowych narządami gębowymi i czułkami, ciemnorudymi udami i goleniami, jasnorudymi stopami oraz rudym owłosieniem spodu ciała. Głowa, przedplecze i pokrywy mają wierzch punktowany gęsto i umiarkowanie grubo, przy czym boki pokryw punktowane są silniej, ale punkty te nie tworzą tam rzędów. Czułki buduje dziewięć członów i wieńczy luźno zestawiona buławka. Tarczka jest niewiele dłuższa niż szeroka, punktowana tak jak przedplecze. Odnóża mają w tyle ud głębokie bruzdy do chowania goleni. Uda środkowej pary są gęsto owłosione, tylnej zaś rzadko punktowane i gęsto mikrorzeźbione. Żeberka na środku przedpiersia są umiarkowanie rozwinięte i formują silny, palcowaty wyrostek przednio-środkowy. Wyrostek śródpiersia jest wyniesiony i ma kształt grotu strzały. Środkowa część zapiersia jest mocno wyniesiona i szeroko wnika między biodra środkowej pary, łącząc się z wyrostkiem śródpiersia. Odwłok jest na spodzie gęsto owłosiony. Pierwszy z widocznych jego sternitów (wentryt) ma ostre żeberko ciągnące się od nasady aż do tylnej ⅓ jego długości. Piąty z wentrytów ma wierzchołkową krawędź lekko ściętą i z szeregiem tęgich szczecin. Genitalia samca mają niewykrojony na szczycie płat środkowy edeagusa z gonoporem położonym na nim przedwierzchołkowo. Węższe i dłuższe od środkowego płata paramery mają strony zewnętrzne gwałtownie zakrzywione w szczytowej ćwiartce, a wierzchołki ścięte.

## Ekologia i występowanie
Owad orientalny, w Chinach znany z Kuangsi i Jiangxi, w Tajlandii zaś z prowincji Phang Nga na Półwyspie Malajskim. Osobniki dorosłe przylatują do sztucznych źródeł światła